# Mesenchytraeus armatus
Mesenchytraeus armatus är en ringmaskart som först beskrevs av Levinsen 1883.  Mesenchytraeus armatus ingår i släktet Mesenchytraeus och familjen småringmaskar. Arten är reproducerande i Sverige. Inga underarter finns listade i Catalogue of Life.